# 骨髄組織

造血幹細胞から成熟した細胞まで、さまざまな血液細胞の発達を示す図。

造血幹細胞から骨髄系およびリンパ系の両方の成熟細胞まで、さまざまな血液細胞の発達を示す包括的な図。

骨髄組織（こつずいそしき、英: myeloid tissue）とは、骨髄の組織、骨髄細胞系の組織、または骨髄に類似した組織であり、骨髄性組織（こつずいせいそしき、英: myelogenous tissue）とは、骨髄の任意の組織、または骨髄から生じた組織の総称である。この意味で両者は、慢性骨髄性白血病（英: chronic myeloid/myelogenous leukemia）のように、通常は同義的に使用される用語である。

## 概要
造血においては、前駆細胞（骨髄幹細胞、CMP、CFU-GEMMとも）から発生する血液細胞（顆粒球、単球、赤血球、血小板）を、あるいは狭義には骨髄芽球の系統（骨髄球、単球、その娘細胞）から発生する血液細胞を、骨髄球または骨髄系細胞と呼ぶことが多い。このように、通常、成人ではリンパ球も含むすべての血液細胞は骨髄で生まれるが、狭義の骨髄系細胞は、B細胞やT細胞を生み出す共通のリンパ系前駆細胞に由来するリンパ系細胞、すなわちリンパ球とは区別される。これらの細胞の分化（リンパ球形成）は、脾臓や胸腺などのリンパ器官に移動して、抗原攻撃によってプログラム化されるまで完了しない。したがって、白血球の中でも、自然免疫系と関連する骨髄系（myeloid）と、適応免疫系と関連するリンパ系（lymphoid）は対照的である。同様に、骨髄性（myelogenous）は通常、非リンパ球性の白血球を意味し、その意味で赤血球系（erythroid）は「赤血球関連」を骨髄性（myeloid）やリンパ性（lymphoid）から区別するために使用することが多くある。
骨髄造血（myelopoiesis）という言葉は、骨髄（myeloid）のそれとある意味では対応するいくつかの意味を持っている。狭義の骨髄造血は、特に骨髄系白血球（骨髄球）の制御された形成であり、その意味では骨髄造血を赤血球形成やリンパ球形成と区別することができる（成人では通常、すべての血球が骨髄で生成されるにもかかわらず）。
骨髄性腫瘍は常に骨髄細胞系統に関係し、造血細胞にも関連している。胎児では、骨髄組織が肝臓や脾臓にも存在することがあり、時には成人でも存在して髄外造血につながることがある。
骨髄（myeloid）にはもう一つ「脊髄に関連する」という意味があるが、これはあまり使用されていない。骨髄は、多くの神経細胞の軸索を覆う絶縁層を指す髄鞘（ずいしょう）と混同してはならない。